# 金正植
金 正植（キム・ジョンシク、朝鮮語: 김정식）は、朝鮮民主主義人民共和国の軍人、政治家、科学者。朝鮮労働党中央委員会委員、党軍需工業部副部長。朝鮮人民軍における軍事称号（階級）は大将。

## 経歴
出生地や生年月日など詳しいことはわかっていないが名家の出身ではないという。平壌の理工大を卒業後、宇宙開発部門に所属した。その後、核・ミサイル部門の開発拠点である第2自然科学院に赴任した。2012年12月に行われた光明星3号2号機を衛星軌道に乗せることに成功し、金正恩委員長の信頼を得たとされ、以降のミサイル開発を主導した。2015年2月に戦略ロケット軍少将に昇進した。2016年に朝鮮労働党中央委員会軍需工業部副部長に選出された。同年5月6日に開催された朝鮮労働党第7次大会で党中央委員会委員候補に選出された。2017年4月に中将に昇進し、同年8月29日に行われた火星12の発射実験に同席した。同年10月7日に開催された党中央委員会第7期第2回総会で党中央委員会委員に昇格した。同年12月26日にアメリカ財務省からミサイル開発に関与したとして、制裁対象に追加された。
2020年10月5日に開催された党中央委員会政治局第7期第19回会議にて、朝鮮人民軍上将の軍事称号を授与された
同年10月10日に開催された朝鮮労働党創建75周年慶祝閲兵式では、火星ロケット部隊閲兵縦隊を率いて行進した。
2022年11月26日，大将に昇進。

## 人物
北朝鮮のミサイル開発を主導する1人で、ミサイルの推進剤を液体燃料から固定燃料への転換を主導した。ミサイル発射が4回連続失敗しても粛清されることはなく、金正恩委員長の科学を重視していることを示しているという。ミサイル科学者の中で有力な李炳鉄党副部長、張昌河国防科学院長とともに「3人組」と呼ばれ、これに全日好党中央委員を加えて「ICBM4人組」と呼ばれる。